# Xoes
Xoes is een kevergeslacht uit de familie van de boktorren (Cerambycidae). De wetenschappelijke naam van het geslacht werd voor het eerst geldig gepubliceerd in 1866 door Pascoe.

## Soorten
Xoes is monotypisch en omvat slechts de volgende soort:
- Xoes egeria Pascoe, 1866